# Stenus oscillator
Stenus oscillator är en skalbaggsart som beskrevs av Edward Caldwell Rye 1870. Stenus oscillator ingår i släktet Stenus, och familjen kortvingar. Enligt den svenska rödlistan är arten otillräckligt studerad i Sverige. Arten förekommer i Götaland. Artens livsmiljö är våtmarker.